# Liceul „Sfântul Vasile cel Mare” din Blaj

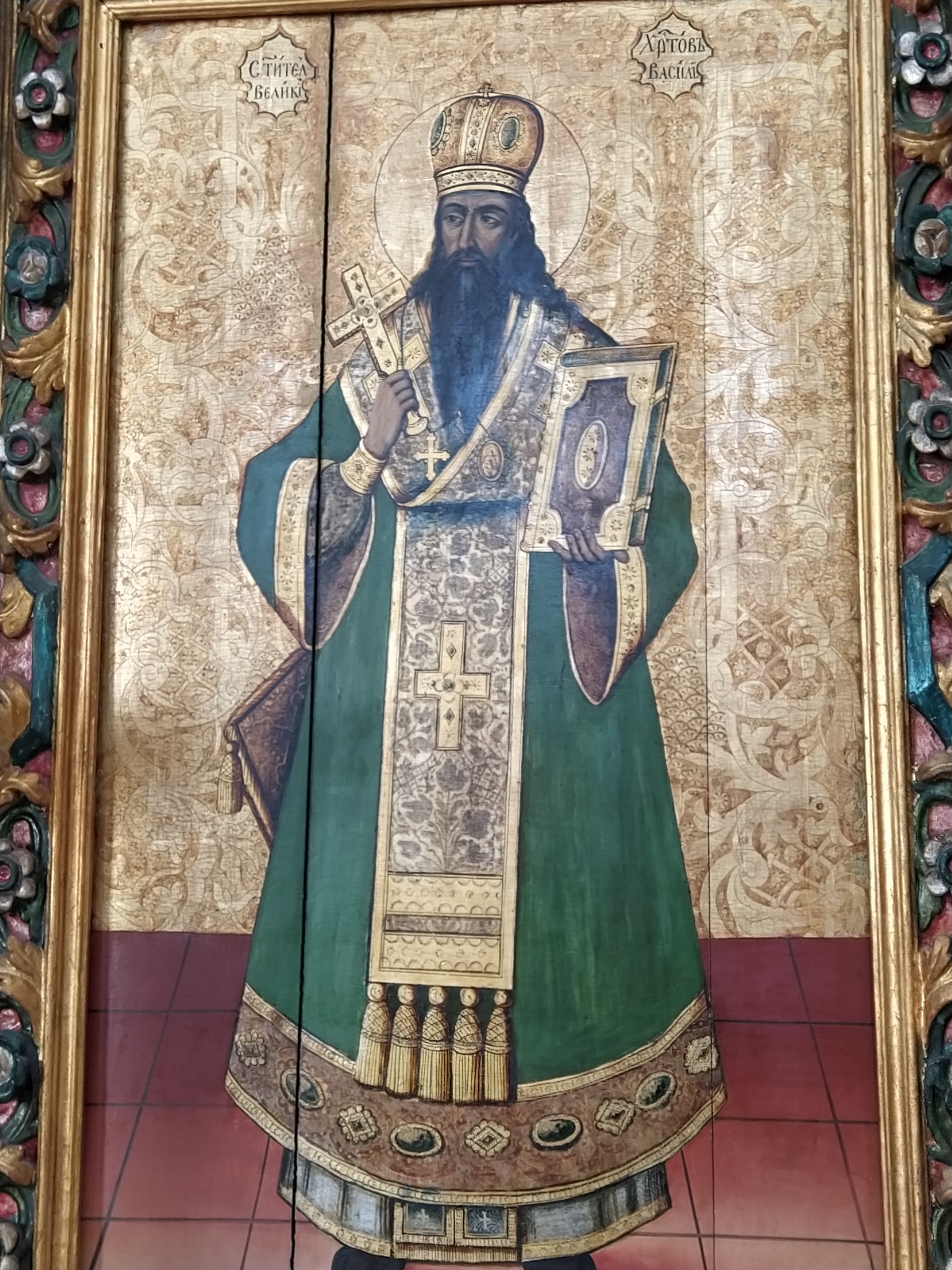
Vasile cel Mare, iconostasul Catedralei din Blaj, 1765.

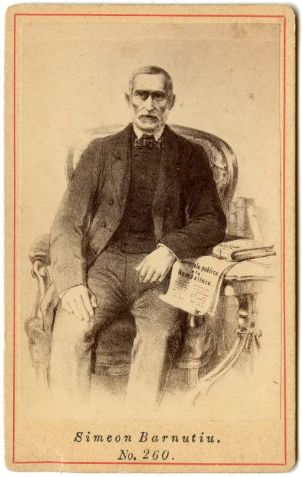
Profesorul Simion Bărnuțiu

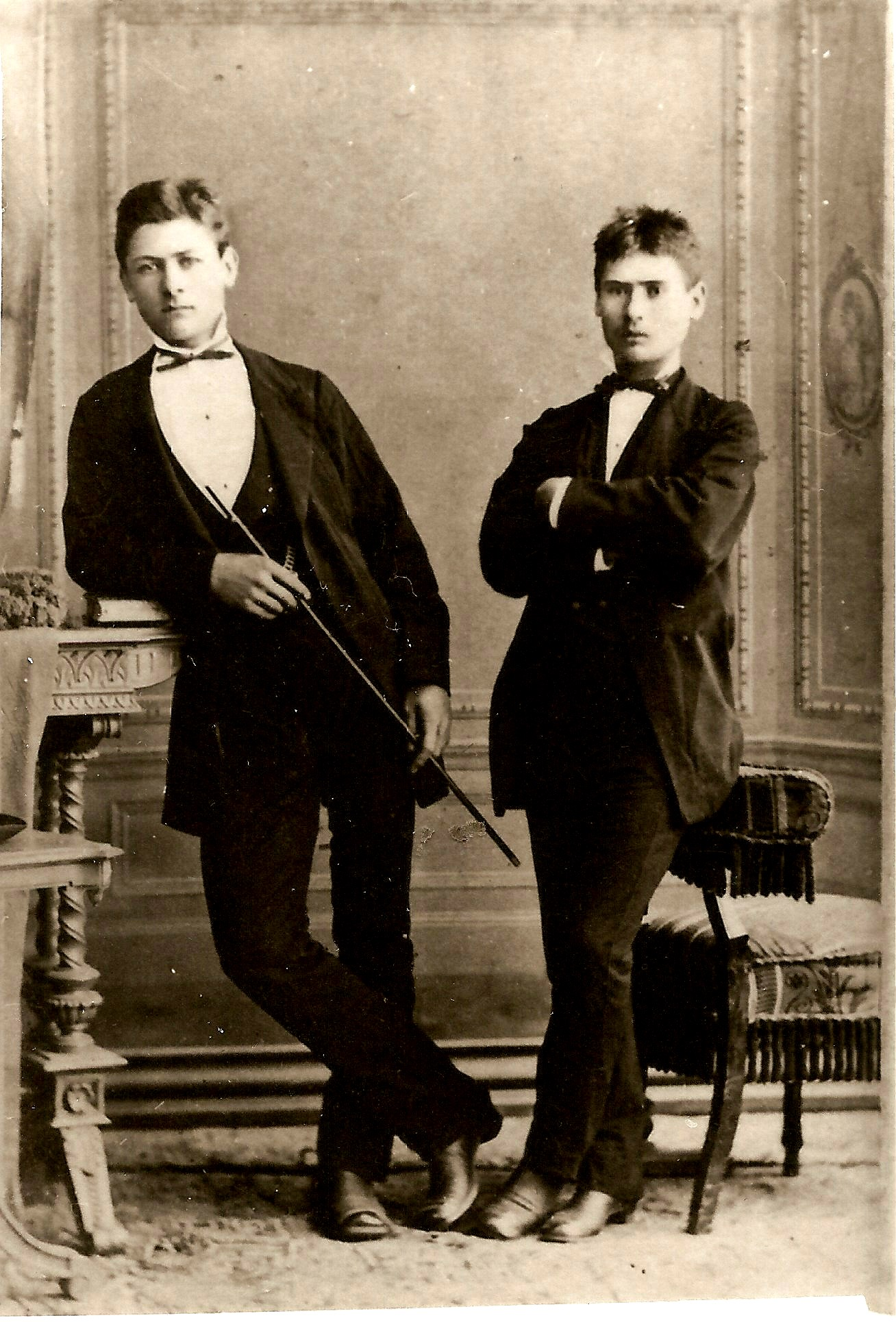
Dionisie Florianu, viitor general, și Aurel Florianu, viitor preot, elevi la Blaj

Liceul Teologic „Sfântul Vasile cel Mare” din Blaj este o școală care funcționează sub egida Bisericii Române Unite cu Roma. Gimnaziul din Blaj, precursorul actualului liceu, a fost înființat de episcopul Petru Pavel Aron în data de 21 octombrie 1754. În timpul Imperiului Austro-Ungar a purtat denumirea de Gimnaziu Superior (în germană Obergymnasium) și a fost unul din cele cinci licee românești din Transilvania. 
Activitatea didactică se desfășoară în clădirea de lângă Catedrala din Blaj (Piața 1848, nr. 3), respectiv în clădirea nouă (Bulevardul Republicii, nr. 8).

## Istoric
Gimnaziul din Blaj, precursorul actualului liceu, a fost înființat de episcopul Petru Pavel Aron în data de 21 octombrie 1754, inițial cu două clase. A treia clasă gimnazială a fost deschisă la 15 august 1757. După întoarcerea lor de la Colegiul Sf. Barbara din Viena în anul 1772, Samuil Micu și Gheorghe Șincai au fost numiți ca profesori de matematică și etică (Micu) respectiv retorică (Șincai), pentru a echivala programa școlară cu cea standard pentru liceele din Imperiul Austriac, programă care prevedea cinci clase grupate în două cicluri: Grammatices și Humaniores. În epoca respectivă existau în Transilvania alte 13 gimnazii similare, cel din Blaj fiind singurul românesc.
La înființare au fost înmatriculați 72 de elevi. Șase ani mai târziu, în anul 1760, gimnaziul din Blaj avea înmatriculați circa 300 de elevi.
Finanțarea instituției a fost asigurată din fondurile Episcopiei de Blaj. Episcopul Petru Pavel Aron a instituit prin testament ca veniturile domeniului de la Cut și ale viilor din Petrisat, Mănărade și Cenade să fie destinate scopurilor didactice ale școlii de obște și ale gimnaziului.
În anul 1772 episcopul Grigore Maior a creat „fondul de pâine”, din care erau alimentați zilnic elevii săraci.
Până în anul 1832 materiile au fost predate în latină și germană. Primul profesor care și-a ținut cursurile în limba română a fost Simion Bărnuțiu, urmat de Vasile Ladislau Pop, primul care a predat matematica și fizica în română.

## Directori
Primul director al gimnaziului a fost Grigore Maior, care a devenit ulterior episcop și susținător al instituției.

## Profesori
Printre dascălii care au predat la acest liceu s-au numărat:
- Alexandru Borza
- Tit Liviu Chinezu
- Aurel Leluțiu
- Timotei Cipariu
- Ștefan Manciulea
- Vasile Ladislau Pop
- Alexandru Rusu
- Alexandru Todea

## Elevi
- Artemiu Publiu Alexi (1847-1896), biolog și pedagog
- Ioan Cetățianu (1840-1898), pedagog, primul director al Colegiului Național „Vasile Alecsandri” din Galați
- Alexandru Papiu-Ilarian (1827-1877), ministru, academician
- Dionisie Florianu (1856-1921), general imperial
- Vasile Suciu (1873-1935), mitropolit unit
- Valeriu Traian Frențiu (1875-1952), episcop
- Tiberiu Brediceanu (1877-1968), compozitor
- Ion Agârbiceanu (1882-1963), scriitor, academician, protopop unit
- Policarp Morușca (1883-1958), episcop ortodox
- Augustin Rațiu (1884-1970), politician
- Sebastian Rusan (1884-1956), mitropolit ortodox
- Iuliu Hossu (1885-1970), episcop greco-catolic, membru de onoare al Academiei Române
- Corneliu Coposu (1914-1995), politician, deținut politic
- Hubert Caspari (1926-2004), arhitect